# Carex subcernua
Carex subcernua är en halvgräsart som beskrevs av Jisaburo Ohwi. Carex subcernua ingår i släktet starrar, och familjen halvgräs. Inga underarter finns listade i Catalogue of Life.